# NSV
NSV, också benämnd Utios, är en rysktillverkad, tung, bandmatad kulspruta med kalibern 12,7 × 109 millimeter. NSVT-versionen, där "T" står för "tank", används av fordon, främst av stridsvagnar. NSV väger 55 kg, har en eldhastighet på 13 skott i sekunden och en effektiv räckvidd på 1 500 meter. Ett fulladdat patronband med 50 patroner väger 11 kg.

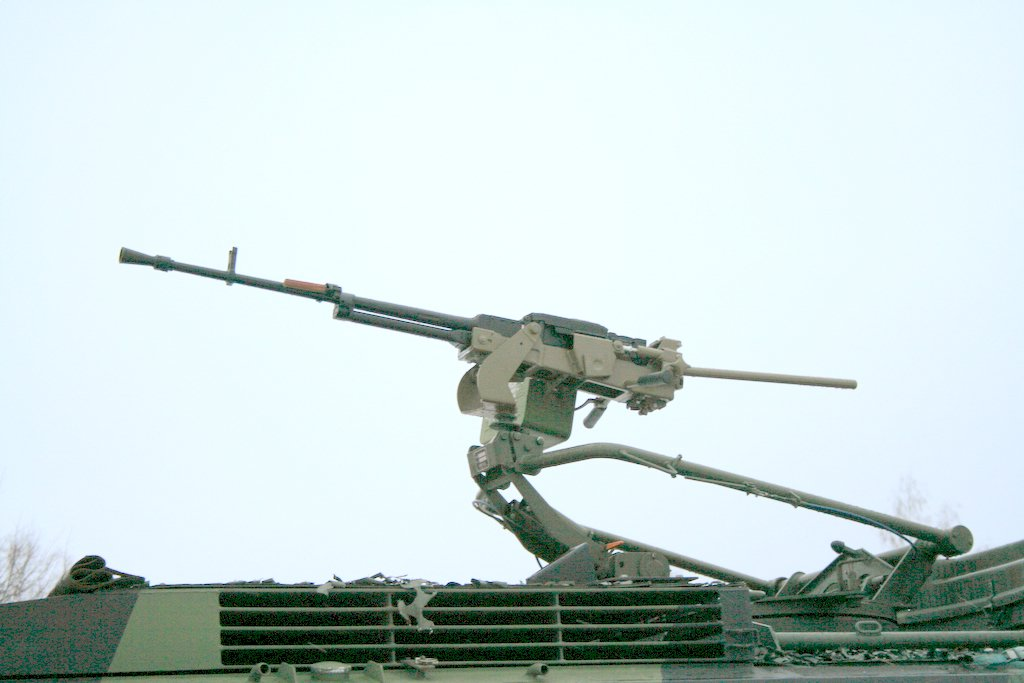
NSVT på taket av en finsk Pasi på självständighetsparaden i Lahtis 2005.

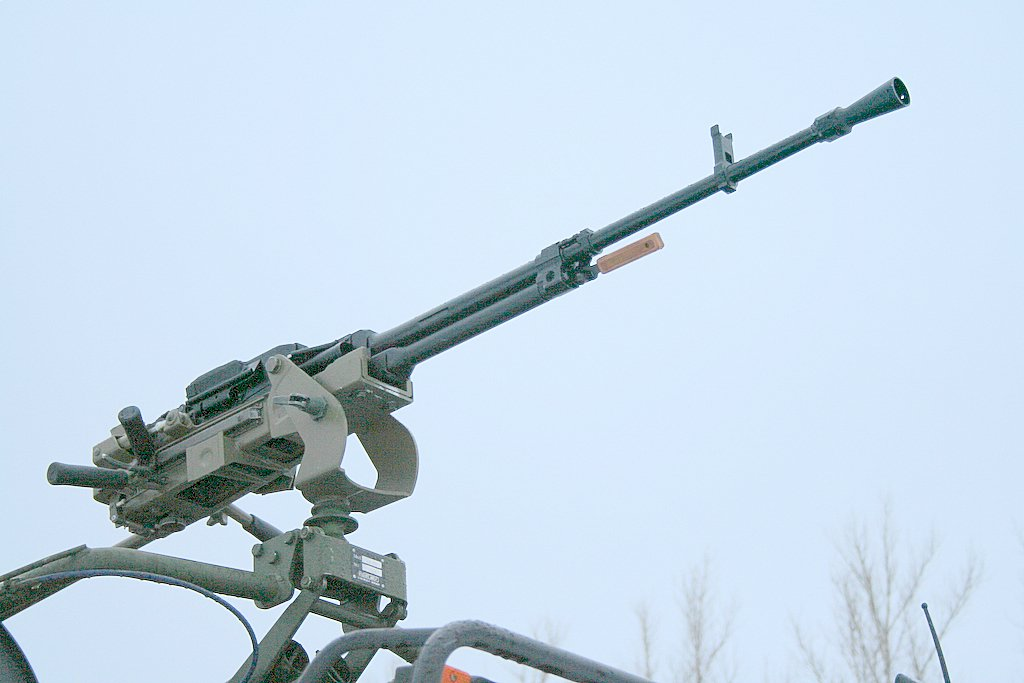
Närbild på en NSVT.

NSV används av stridsvagnen T-72, NSVT används av stridsvagnarna T-64 och T-80. 

## Historik
Tidigt under 1950-talet sökte den sovjetiska armén efter en ny kulspruta som kunde ersätta de äldre SGM- och RPD-kulsprutorna. Den sovjetiska armén gillade den tyska idén med den tyska kulsprutan MG 42 som enkelt kunde byta roll genom olika stativ och två vapenkonstruktörer ombads konstruera varsin kulspruta som utnyttjade samma princip. De efterföljande testerna visade att den lösning som Michail Kalasjnikov presenterade var bättre, tillförlitligare och billigare att tillverka än den andra kulsprutan som konstruerats av Grigorij Nikitin och Jurij Sokolov. Kalasjnikovs kulspruta kom att bli den nya lätta standardkulsprutan och fick namnet PK. Nikitins och Sokolovs konstruktion kom dock att vidareutvecklas till att bli den tunga kulsprutan NSV cirka 10 år senare.
NSV utvecklades år 1969 som en efterföljare till DSjK/DSjKM och togs i bruk av Röda armén år 1972. Vapnet tillverkades också på licens i Bulgarien, Indien, Jugoslavien och Polen. Den jugoslaviska versionen av NSVT går under namnet M87. 
Produktionen i Ryssland har upphört, och NSV håller som bäst på att ersättas i den ryska armen av kulsprutan 12,7 Kord. Orsaken till detta är att den ryska armén behövde en mera träffsäker tung kulspruta och att det blivit mer komplicerat att få tag på reservdelar då fabrikerna kom att ligga i Ukraina och i Kazakstan efter Sovjetunionens upplösning.

## Användning i Finland
I finländsk tjänst kallas vapnet för "12,7 Itkk" eller "12,7 luftvärnsmaskingevär NSV-12.7". I Finland är den installerad på transportfordon av typ Pasi och på bandvagnar av typ Nasu. 
På grund av sin höga eldhastighet används den som närluftvärn mot helikoptrar, UAV och flygplan. På stridsfälten monteras kulsprutan på ett speciellt stativ.
Också på finländska marinfartyg används NSV som luftvärn, där den kompletterar de övriga icke-styrda luftvärnsvapnen 23 Itk 95, samt Bofors 40 Mk3 eller Bofors 57 Mk2 och Mk3.

## Varianter
NSVT (stridsvagnsversionen) används oftast som skydd för fordon, såsom stridsvagnar.